# Chironomus improvidus
Chironomus improvidus är en tvåvingeart som beskrevs av Hirvenoja 1998. Chironomus improvidus ingår i släktet Chironomus, och familjen fjädermyggor. Arten har ej påträffats i Sverige.